# Кућа Илића у Непричави
Кућа Илића у Непричави, општина Лајковац, налази се на списку споменика културе од великог значаја.

## Изглед куће
То је шестоделна зграда са подрумом испод целе основе, сложеног плана, сврстава се у сложене зграде, не толико по својим димензијама (12,90 Х 10,20 м.) колико по свом просторном склопу и конструктивном решењу условњеном положајем на стрмом терену. Зграда припада врсти конака, са некада великом оџаклијом око које је груписан већи број соба и просторија. Соба на углу и сада носи назив гостинска или велика. У оџаклији су два, сада зазидана ложишта преко којих су тучаним пећима загревали собе. У три собе се улази директно из оџаклије а у једну са мањег улазног рема са стубом на углу и мањим степеништем на северној страни зграде. Преко посебног мањег ходника на другом углу зграде излазило се из оџаклије, по казивању власника, до нужника који је наекада био постављен уз зграду.
Стрмина терена на којој је кућа озидана решена је зидом, у подруму, од ломљеног камена дебљине 0,67 метра и три главна попречна дрвена носача (подвлаке) са по три моћна храстова стуба са јастуцима који деле подрумски простор на четири дела и носе целокупну бондручну конструкцију приземља са свим преградама као и две тешке међуспратне конструкције и велики четвороводни кров.
Улаз у подрум је решен уобичајено, са наглашеним каменим довратницима који су лучно засведени каменим сегментима. Интересатно је да је испуна бодручне конструкције изведена каменим материјалом. Кућа има дванаест прозора са металним решеткама по средини кутије, а крила су двокрилна отварањем у поље и унутра. Под у већини просторија је од квадратне опеке, па се може закључити да су две собе касније патошене. У гостинској соби део пода је уздигнут 7 цм од основне коте пода, изведено у опеци. Зидови су малтерисани као и плафон преко назубљене летве. Спољна обрада фасаде је једноставна, прелаз између зида и крова решен је симсом са неколико степенасто препуштених трака, а испод је венац са орнаментом, кров је покривен бибер црепом, Улазни део са дрвеним стубом на углу има два лажна лука по угледу на архиктетуру моравске куће.